# 兩浙西路

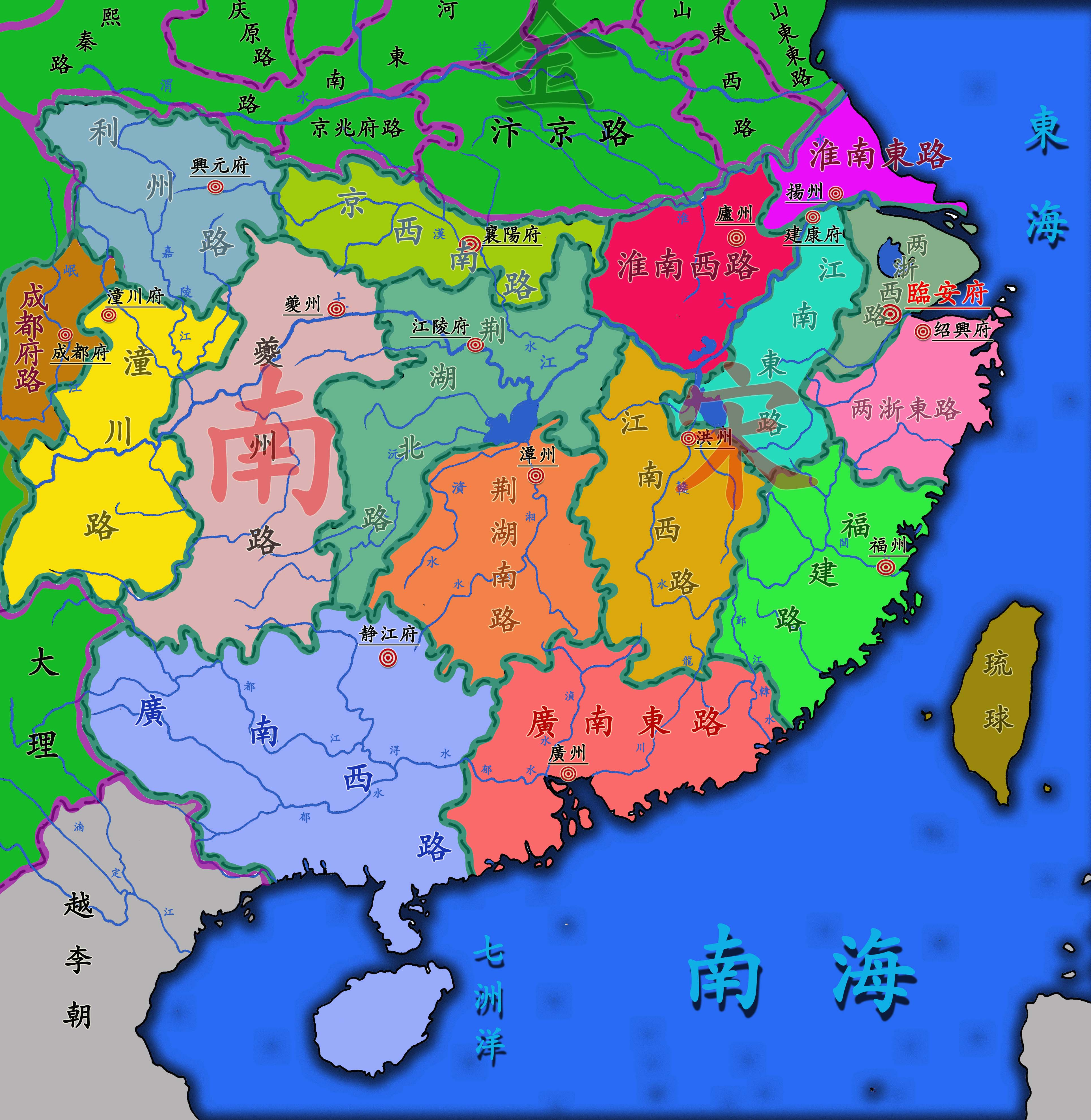
宋 分路图

兩浙西路是兩宋時期的一個地方行政區。

## 歷史
- 北宋熙寧七年（1074年）分兩浙路（治杭州）為東西路，尋合為一，九年（1076年）複分，十年（1077年）複合。
- 建炎三年（1129年）南渡後，兩浙路複分兩浙東路、兩浙西路。
- 建炎三年（1129年）升杭州為臨安府，複置江陰軍；並分兩浙路置兩浙東、西二路，西路治臨安府，以臨安府、平江府、鎮江府、湖州、常州、嚴州、秀州、江陰軍來屬；紹興二十七年（1157年）複省江陰軍；三十一年（1161年）仍置江陰軍；慶元元年(1195年)升秀州為嘉興府；寶慶元年（1225年）湖州更名為安吉州；咸淳元年（1265年）升嚴州為建德府。